# Metro AG
Metro AG é uma empresa multinacional alemã com sede em Düsseldorf que opera em formato Cash & Carry, principalmente sob a marca METRO. Até 2020, também operava no retalho geral através dos hipermercados Real, que foram vendidos a um consórcio de investidores.
Em 2020, operavam cerca de 670 lojas em 24 países da Europa e Ásia.
A empresa foi fundada em 1964 por Ernst Schmidt e Wilhelm Schmidt-Ruthenbeck. Em 2010, era a quarta maior grossista do mundo em faturação, depois de Wal-Mart, Carrefour e Tesco. O seu formato atual foi lançado em 2017 com a desagregação da antiga Metro AG, que continuou a ser um retalhista de produtos eletrónicos de consumo e se renomeou Ceconomy.

## História
A história do METRO começou a 8 de novembro de 1963 em Essen com a inauguração do primeiro conceito de grossista com o nome METRO, pelos irmãos Ernst Schmidt e Wilhelm Schmidt-Ruthenbeck. O planeamento e a abertura do primeiro hipermercado com o nome METRO em Essen foram responsabilidade de Walter Vieth, que foi diretor administrativo de 1963 a 1970.
Em 1964, um ano após a abertura da primeira loja METRO, a empresa Stöcker & Reinshagen ( família Schell) planeou outra loja em Mülheim an der Ruhr. Durante a fase de construção, os empresários Schmidt-Ruthenbeck, Schmidt e Schell encontraram-se e decidiram fundir as suas atividades de Cash & Carry. Assim, fundaram a Metro-SB-Großmarkt GmbH & Co. KG com sede em Mülheim, mais tarde em Düsseldorf. Em 1966, a terceira loja METRO foi inaugurada em Berlim Ocidental. Em 1967, através de uma parceria com a empresa holandesa SHV Holdings (Steenkolen Handels-Vereeniging), uma loja foi inaugurada em Utrecht, na Holanda, com o nome de makro.
Em 1980, a METRO assumiu 24,9% da Kaufhof.

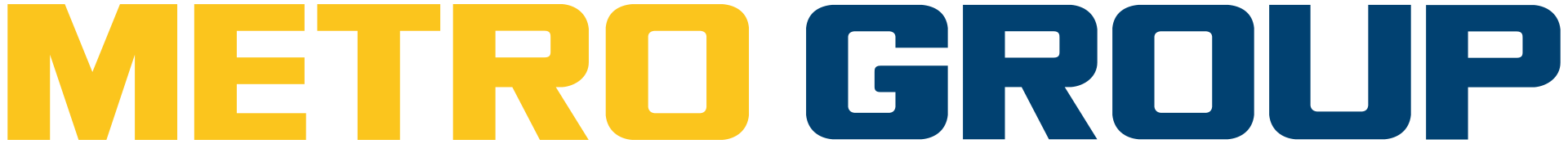
Logotipo METRO

Em março de 1996, a METRO AG foormou-se através da fusão da METRO Cash & Carry com a Kaufhof Holding AG, Deutsche SB-Kauf AG (da empresa insolvente co op AG) e Asko Deutsche Kaufhaus AG (emergiu da Allgemeine Saar Konsum, na qual uma empresa de investimento METRO tinha anteriormente ações). O grupo também incluiu os centros comerciais Huma, as lojas de retalho de desporto Primus Sportwelt, MHB Handel AG e a fabricante de materiais de escritório e papelaria Pelikan, bem como a Media-Saturn, o negócio de eletrónicos da Media Markt e Saturn. A ação da METRO AG foi fundada retrospetivamente a 1 de janeiro e listada a 22 de julho de 1996 na Bolsa de Valores de Frankfurt e fazia parte do DAX até 2012.
Em 1998, os retalhistas de informática Vobis e Maxdata, as lojas de moda Adler e os retalhistas de calçados Reno, a discounter TiP, Möbel Roller e filiais não lucrativas da Kaufhof foram trazidos para a subsidiária Divaco, que foi fundada em conjunto com o Deutsche Bank e o Grupo Gerling, para para atrair novos compradores. Em dezembro de 2003, a METRO deixou a sua participação na Divaco KG e vendeu as suas ações ao único acionista e CEO, Siegfried Kaske. Em 2004, a METRO comprou as lojas de moda Adler de volta da Divaco.

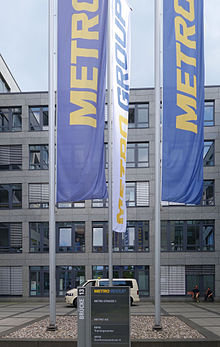
Escritórios Centrais METRO em Dusseldorf

Também em 1998, foram adquiridas 94 lojas  Allkauf-S, assim como Allkauf Touristik Vertriebs GmbH com 160 agências de viagens, que foram vendidas novamente pela METRO.
Em 2005, a METRO separou a divisão de reforma residencial Praktiker, que abriu capital como uma empresa independente. 
Em julho de 2006, a METRO comprou as 85 lojas alemãs do Wal-Mart. As lojas Wal-Mart foram amplamente integradas à marca de vendas Real.
Em julho de 2008, a rede de supermercados Extra, com cerca de 250 localizações e vendas de cerca de 1,6 mil milhões de euros, foi vendida ao Grupo Rewe. A METRO vendeu as lojas de moda Adler para a empresa associada BluO em fevereiro de 2009. 
Em novembro de 2012, a METRO vendeu os seus 91 hipermercados Real na Polónia, Roménia, Rússia e Ucrânia para a Auchan por 1,1 mil milhões de euros. Em 2014, a METRO vendeu 12 hipermercados na Turquia. Em 2017, a METRO vendeu os últimos quatro hipermercados restantes na Roménia.A 15 de junho de 2015, a METRO AG concordou em vender a Galeria Kaufhof para o conglomerado de retalho canadense Hudson's Bay Company por $ 3,2 bilhões. [10]
A 30 de março de 2016, o grupo METRO anunciou que se iria dividir em duas empresas independentes: [11] Um spin-off do setor grossista da METRO AG será responsável pelas divisões do grupo em duas empresas independentes e listadas publicamente. Ambas terão perfis próprios de gestão, conselho fiscal e empresas independentes. METRO AG foi renomeado Ceconomy, incluindo Media Markt e Saturn, enquanto uma nova empresa com o nome METRO AG foi formada, incluindo METRO Cash & Carry e Real.
Em setembro de 2018, a METRO anunciou que queria vender a sua parte do hipermercado Real na Alemanha para se concentrar inteiramente no negócio da distribuição grossista. Em fevereiro de 2020, os hipermercados Real foram vendido para o consórcio germano-russo da X-Bricks e SCP Group. O negócio foi concluído em junho de 2020.

### Operação
A empresa opera com lojas sob a marca METRO na Europa, Índia, Japão, Cazaquistão, Mianmar e Paquistão. Na Bélgica, Holanda, Polónia, Portugal, Espanha e República Checa, as lojas operam sob a marca Makro, que foram adquiridas inteiramente da SHV Holdings em 1998.

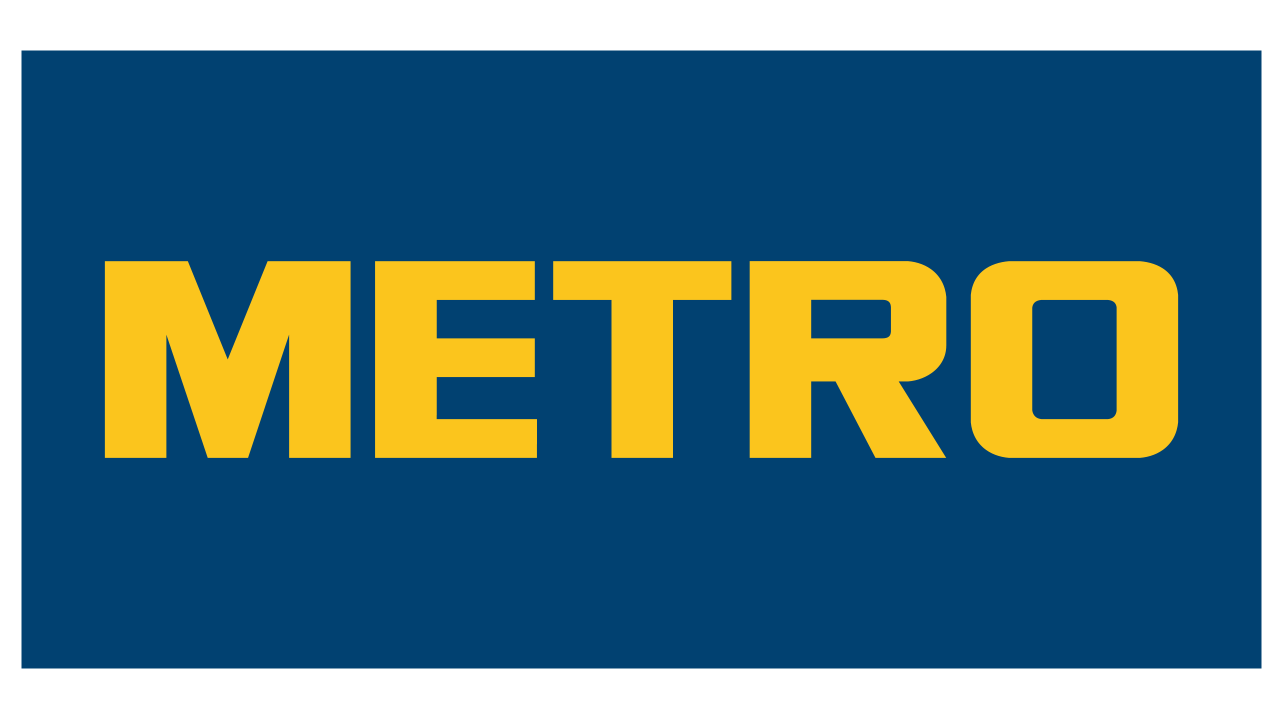
Logotipo METRO Cash&Carry

A Bélgica é o único país onde funcionam lojas não empresariais, com 6 filiais da marca Makro. Existem também 10 lojas METRO para membros empresariais.
Em junho de 2019, a METRO operava com cerca de 769 lojas em 26 países.

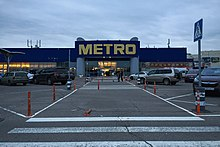
Loja METRO em Moscovo, Rússia

| País             | Abertura | Lojas |
| ---------------- | -------- | ----- |
| Alemanha         | 1964     | 107   |
| França           | 1971     | 98    |
| China            | 1996     | 94    |
| Rússia           | 2001     | 93    |
| Itália           | 1972     | 49    |
| Espanha*         | 1972     | 37    |
| Turquia          | 1990     | 33    |
| Ucrânia          | 2003     | 31    |
| Romania          | 1996     | 30    |
| Polónia*         | 1994     | 29    |
| India            | 2003     | 28    |
| Holanda*         | 1968     | 17    |
| Bélgica          | 1970     | 17    |
| República Checa* | 1997     | 13    |
| Hungria*         | 1994     | 13    |
| Austria          | 1971     | 12    |
| Bulgária         | 1999     | 11    |
| Portugal*        | 1990     | 10    |
| Japão            | 2002     | 10    |
| Sérvia           | 2005     | 9     |
| Croácia          | 2001     | 9     |
| Paquistão        | 2007     | 9     |
| Cazaquistão      | 2009     | 6     |
| Eslováquia       | 2000     | 6     |
| Moldávia         | 2000     | 3     |

*Operam com marca Makro

#### Antigas Operações
A METRO abriu a primeira loja em 1971 no subúrbio de Glostrup em Copenhaga. Desde então, as lojas foram abrindo em Aarhus, Kolding, Sydhavnen em Copenhaga e Aalborg por ordem cronológica. A Dinamarca foi um dos primeiros países a começar a operar com serviços de entrega fora das lojas e tinha a sua própria frota de camiões que cobria toda a Dinamarca. A METRO deixou a Dinamarca em dezembro de 2014.

#### Reino Unido
Em 2012, a METRO vendeu as suas 30 lojas Makro no Reino Unido para o Booker Group.

#### Grécia
Em 2014, a METRO vendeu o negócio grego Makro, composto por 9 lojas, para a Sklavenitis.

#### Egipto
A primeira loja foi inaugurada em junho de 2010 e a segunda em outubro de 2010. Ambas as lojas foram fechadas entre 2013 e 2015, quando a empresa começou a retirar-se dos mercados deficitários.

#### Marrocos
Em 2010, a METRO vendeu a subsidiária Makro em Marrocos.

#### Vietname
Em 2014, a METRO assinou um acordo para vender a sua subsidiária no Vietname, composta por 19 lojas, para o grupo tailandês Berli Jucker no valor de 665 milhões de euros.

#### China
A primeira loja na China foi aberta em 1996 em Xangai, em uma joint-venture com o Grupo Jinjiang. A 23 de abril de 2020, a METRO concluiu a venda da participação maioritária na METRO China, que opera com 97 lojas, para o Wumei Technology Group por mais de 1,5 mil milhões de euros. A participação de 20% da METRO na joint venture permite que ela explore várias oportunidades de parceria estratégica com a Wumei e o seu parceiro de tecnologia Dmall. 

## METRO: O nome
A METRO teve os direitos do nome da marca protegidos numa fase inicial, incluindo um acordo com a gigante Hollywood Metro-Goldwyn-Mayer, que era possível na época sem remuneração.
A METRO tentou garantir os seus direitos de uso do termo "Metro" em vários processos. A empresa ferroviária da Baixa Saxônia MetroRail teve que mudar o seu nome para Metronom Eisenbahngesellschaft mbH, mas ainda pode chamar os seus  comboios de Metro. Além disso, Metro Rapid Successors Metro Express foi renomeado após ser ameaçado com uma ação legal. Em Nabburg (Alto Palatinado), a discoteca Metro foi processada e teve que mudar de nome. Processos judiciais contra as empresas de transporte público Berliner Verkehrsbetriebe (BVG), Hamburger Hochbahn (HHA), Hamburger Verkehrsverbund (HVV) e Munich Transport Company (MVG) por causa do nome Metro-Bus para algumas das principais rotas de autocarros foram rejeitados em primeira instância. A segunda instância confirmou os acordos, mas restringiu significativamente o uso das empresas de transporte público do nome Metro. Na área do Ruhr, o sistema de aluguer de bicicletas Metrorad ruhr teve que ser renomeado como Metropolradruhr.
Em 2012, face a um conflito de marca iminente, a Microsoft renomeou a sua interface de usuário Metro do sistema operacional de computador Microsoft Windows 8.